# Município Ambaca
Município Ambaca är en kommun i Angola.   Den ligger i provinsen Cuanza Norte, i den nordvästra delen av landet, 260 km öster om huvudstaden Luanda.
I omgivningarna runt Município Ambaca växer huvudsakligen savannskog. Runt Município Ambaca är det ganska glesbefolkat, med 23 invånare per kvadratkilometer.